# 퍼니 게임 (2007년 영화)
《퍼니 게임》(영어: Funny Games)은 2007년에 공개된 심리 스릴러 공포 영화이다. 미하엘 하네케가 본인의 1997년 동명 영화를 리메이크하였다. 나오미 와츠, 팀 로스, 마이클 피트, 브레이디 코베이 등이 출연하였다.

## 줄거리
호숫가 집에서 휴가를 즐기고 있는 한 부유한 가족 앞에 청년 둘이 나타나 이들을 인질로 잡고 강제로 가피학 게임에 참여하게 한다.
도중 아내가 탁자 위에 놓인 산탄총을 쥘 기회를 포착하고 청년 하나를 사살하지만 다른 청년이 제4의 벽을 깨고 텔레비전 리모컨으로 장면을 되돌려 아내의 손에 닿기 전에 산탄총을 치워버린 뒤 게임 규칙을 깨지 말라고 아내를 꾸짖는다.
결국 가족을 모두 살해한 청년들은 이후 다른 이웃들에게도 같은 일을 반복할 것임이 암시된다.

## 출연
- 나오미 와츠 - 앤 파버 역
- 팀 로스 - 조지 파버 역
- 데번 기어하트 - 조지 파버 역
- 마이클 피트 - 폴 역
- 브레이디 코베이 - 피터 역
- 보이드 게인스 - 프레드, 이웃 역
- 셔반 팰런 호건 - 베치 톰프슨 역
- 로버트 루폰 - 로버트 톰프슨 역
- 주자네 하네케 - 베치의 시누이 역
- 린다 모런 - 이브 역

## 기타 제작진
- 공동 제작: 조너선 슈워츠, 린다 모런, 애덤 브라이트먼, 러네이 배스천
- 라인 제작: 밸러리 로머
- 배역: 조해나 레이, 빌리 홉킨스
- 미술: 케빈 톰프슨
- 세트: 리베카 미스 더마코
- 의상: 데이비드 C. 로빈슨